# Creedence Clearwater Revival
I Creedence Clearwater Revival, noti anche come Creedence o CCR, sono stati un gruppo rock statunitense, attivo dal 1967 al 1972. La formazione era guidata da John Fogerty, chitarrista, cantante e, in più occasioni, polistrumentista, oltre che principale compositore del gruppo; gli altri membri erano Stu Cook (bassista), Doug Clifford (batterista) e, fino a dicembre 1970, ne fece parte anche Tom Fogerty (chitarra ritmica). La band continuò come trio per poi sciogliersi definitivamente nel 1972. Il loro stile musicale, influenzato da country, blues e rock 'n roll, fu a più riprese definito swamp rock, letteralmente "rock della palude"; tuttavia, i continui richiami al Sud degli Stati Uniti che è possibile incontrare nei loro testi hanno spesso inquadrato il gruppo sottogenere del Southern rock.
Hanno venduto circa 28 milioni di copie nei soli Stati Uniti d'America. Inseriti nella Rock and Roll Hall of Fame nel 1993, i Creedence sono 82esimi nella classifica della rivista Rolling Stone dei 100 più grandi artisti o gruppi di tutti i tempi.

## Storia

### 1959-1964: The Blue Velvets
La storia dei Creedence Clearwater Revival iniziò alla fine degli anni cinquanta, a El Cerrito, una cittadina nella parte orientale della San Francisco Bay Area, in California. Tre compagni di scuola, nati nel 1945, fondarono The Blue Velvets, band composta da John Fogerty alla chitarra, Stu Cook al pianoforte e Doug Clifford alla batteria. Nel primissimo periodo di attività, questi tre giovanissimi musicisti si dedicavano a cover prettamente strumentali di genere blues (il cosiddetto revival).
All'inizio degli anni sessanta, alla chitarra di John si aggiunse quella del fratello Tom, di quattro anni più grande. Tom Fogerty, negli anni precedenti, era divenuto un personaggio abbastanza famoso sulla scena musicale locale, grazie a diverse esperienze come cantante e frontman di vari gruppi della baia di San Francisco. The Blue Velvets pubblicarono alcuni brani per la Oakland Orchestra Records ma, nel pieno della British invasion, non ebbero risultati particolarmente incoraggianti.
I quattro decisero, così, di variare leggermente la formazione: Stuart 'Stu' Cook passò dal pianoforte al basso. La ricerca di un nuovo sound da parte dei ragazzi di El Cerrito era appena cominciata.

### 1964-1967: The Golliwogs e laFantasy Records
Nel 1964 la formazione iniziò una collaborazione con la Fantasy Records di San Francisco, una casa discografica che aveva appena lanciato sulla scena nazionale il jazzista californiano Vince Guaraldi. Il nome scelto dalla band per la sua nuova avventura musicale avrebbe dovuto essere The Visions; tuttavia, al momento di pubblicare i primi singoli, il nome cambiò in The Golliwogs, prendendo spunto da Golliwogg, un pupazzo protagonista di una serie di libri per bambini del tardo Ottocento.
Sotto il nuovo nome, i quattro ragazzi di El Cerrito realizzarono sette singoli. In questo periodo, John (il minore dei Fogerty) cominciò a prendere sempre più in pugno le redini del gruppo, diventandone l'anima, il compositore pressoché esclusivo e la prima voce, a scapito del fratello Tom. La totale differenza di stile tra i due fratelli (evidente tanto nel canto, quanto nella composizione e negli arrangiamenti), avrebbe giocato un ruolo cruciale nei piani di ricerca musicale e nella scalata al successo del gruppo californiano.

### 1968: il cambio di nome e l'esordio diCreedence Clearwater Revival
Alla fine del 1967, The Golliwogs cambiarono per la terza volta nome, divenendo definitivamente Creedence Clearwater Revival.
Nell'estate dell'anno successivo, il gruppo pubblicò il suo primo lavoro, intitolato proprio Creedence Clearwater Revival. Il disco riscosse un buon successo (500.000 le copie vendute). Si trattava di un album ampiamente influenzato dal blues e dalla psichedelia tipica di quegli anni; al suo interno, primeggiavano le reinterpretazioni di classici degli anni quaranta e cinquanta, tra cui la cover di I Put a Spell on You e l'omaggio a Wilson Pickett con Ninety-nine and a Half (Won't Do). Il carattere revival del gruppo era esaltato da molti dettagli, tra cui la scelta del primo singolo: i Creedence esordirono, infatti, con una cover (divenuta poi molto conosciuta) di Susie Q, brano di Dale Hawkins, interpretato dai CCR con un piglio rock sull'impronta di Jimi Hendrix. Oltre ai brani revival, l'album includeva varie tracce originali, firmate per la quasi totalità da John Fogerty. Rispetto alle sonorità dei Golliwogs, però, la musica dei Creedence era più dura, caratterizzata da ripetuti squilli di chitarra e lunghi riff; tra i brani-ponte, capaci di segnare una netta linea di demarcazione tra passato e futuro della band, possono essere individuati Walk on the Water (firmato dai due fratelli Fogerty ai tempi dei Golliwogs e poi fortemente modificato negli arrangiamenti) e Porterville, l'ultimo singolo pubblicato sotto il precedente nome, nel novembre 1967. L'album si attestò al 52º posto nella classifica Billboard.

### 1969: il successo nazionale diBayou Country,Green RivereWilly and The Poor Boys
L'affrancamento dei CCR dal blues e della psichedelia degli anni sessanta passò anzitutto per Bayou Country, il loro secondo lavoro: le sonorità del gruppo californiano cominciarono ad ammorbidirsi, tingendosi di venature country e southern. Allo stesso tempo, restavano intatti i segni distintivi del gruppo: l'inconfondibile linea ritmica e i caratteristici riff di chitarra. Da questo disco in avanti, peraltro, John Fogerty divenne cantante e compositore esclusivo dei CCR (il fratello Tom aveva, infatti, cantato una strofa di Susie Q e co-firmato Walk on the Water nel precedente album). Il brano Born on the Bayou esemplificava la nuova sensibilità musicale di John Fogerty.
L'album, piazzatosi al settimo posto nella classifica Billboard, sarebbe divenuto famoso soprattutto per aver trainato il primo grande successo della band, Proud Mary; il brano, secondo nella classifica dei singoli curata da Billboard e proiettato ormai sulle strade del country-rock, fu addirittura considerato il pezzo più bello del decennio da parte di Bob Dylan. In un album nel quale John Fogerty gettava le basi per una sua futura carriera da cantautore, il revival si ridusse giocoforza ad un solo brano: un'interpretazione in stile acid rock del classico di Little Richard, Good Golly Miss Molly.
Il grande successo di Bayou Country permise ai CCR di imporsi definitivamente sulla scena nazionale. Su questa scia, furono invitati in tutti i principali festival che stavano fiorendo in varie zone degli Stati Uniti d'America: sbocciava, infatti, l'era dei grandi raduni. Il 21 giugno, i quattro furono in concerto a Northridge, sobborgo di Los Angeles, ospiti, per la seconda edizione di fila, della manifestazione Newport '69. Sul palco, dinanzi a 150.000 spettatori, i Creedence divisero il palco con Jimi Hendrix, un giovanissimo Joe Cocker, Ike & Tina Turner, Steppenwolf, Jethro Tull, Byrds, Johnny Winter e Booker T. & the M.G.'s. Qualche giorno più tardi, si esibirono alla chiusura della seconda serata del Pop Festival di Denver; prima di loro, si era esibita sul palco la formazione Experience di Hendrix (alla sua ultima esibizione dal vivo), oltre a Joe Cocker, Johnny Winter, The Mothers of Invention, Tim Buckley, Poco, e Iron Butterfly. Il 15 agosto, i CCR parteciparono alla prima serata del Festival di Woodstock. La loro performance, tuttavia, non trovò spazio nel film/documentario pubblicato a ricordo della tre giorni di rock più importante di quel periodo: gli stessi CCR, poco convinti della loro esibizione, non ne autorizzarono la riproduzione.
Nella stessa estate, i Creedence pubblicarono un nuovo disco, dal titolo Green River. Se nei primi due album i fili conduttori erano stati rispettivamente blues e country, nel terzo lavoro i CCR incontrarono il rock. L'album (primo nella classifica di Billboard) vantava brani come Green River (entrato nella Top10 Billboard, al secondo posto), Commotion e Tombstone Shadow, che ben rappresentavano l'avvenuta commistione tra le sonorità dei primi due lavori; al contrario, brani come Bad Moon Rising (grande successo, secondo nella classifica singoli di Billboard) si orientavano verso un sound più morbido e orecchiabile, a mezza strada tra country e rock.
I Creedence avrebbero poi completato il 1969, il loro anno più prolifico, con il concept album Willy and the Poor Boys (terzo in classifica e 1.000.000 di copie vendute); in questo disco, i CCR sposarono il più autentico swamp-rock. I brani più famosi estratti dall'album sarebbero diventati Down on the Corner (canzone spensierata, basata proprio sul tema portante dell'album, la musica on the road) e Fortunate Son (brano che, dietro l'impalcatura rock, lanciava dure critiche contro la guerra in Vietnam). Fedeli al revival, i CCR disseminarono nell'album diverse cover; su tutte, una versione di The Midnight Special rimasta poi famosa negli anni. Inoltre, ritornarono ai brani strumentali tipici dell'on the road, come testimoniato sia da Poorboy Shuffle, sia dal blues graffiante di Side o' the Road.

### 1970: il successo internazionale diCosmo's FactoryePendulum

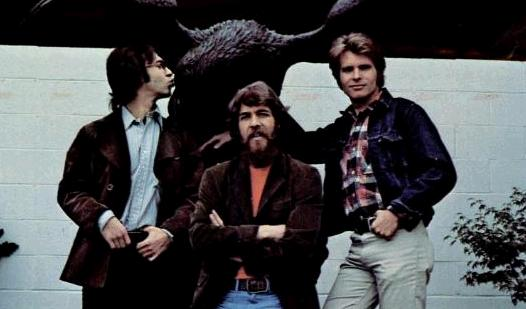
I Creedence Clearwater Revival nel 1971

Dopo aver sfornato tre album in meno di un anno (un milione di copie vendute a testa), i CCR realizzarono una tournée europea di cui sarebbero rimaste famose le date con tutto esaurito alla Royal Albert Hall di Londra. Così, alle soglie degli anni settanta, i quattro ragazzi di El Cerrito si erano ormai consacrati a livello internazionale. A capitalizzare il loro momento magico, arrivò il quinto disco, intitolato Cosmo's Factory. Si trattava di un album infarcito di successi: sarebbero stati addirittura sei i singoli ad entrare nella Top5 di Billboard. I numeri del disco (3.000.000 di copie vendute), ancora una volta testimoniano ad oggi l'alto gradimento del pubblico per brani che sarebbero poi divenuti classici del genere, quali Up Around the Bend, Who'll Stop the Rain e Lookin' out My Back Door. Per la prima volta, però, i Creedence spaziarono molto tra i diversi stili musicali: nell'album non mancavano, infatti, pezzi puramente soul (Long as I Can See the Light, con un inedito John Fogerty al sax tenore) o rock 'n roll (Travelin' Band è un chiaro omaggio al sound di Little Richard, che, peraltro, sarebbe costato a John Fogerty anche una causa per plagio da mezzo milione di dollari) o addirittura rock (è il caso della pacifista Run Through the Jungle). A quest'album, peraltro, appartiene anche la cover di I Heard It Through the Grapevine, brano reso famoso da Marvin Gaye un paio di anni prima e trasformato in un lunghissimo pezzo da jam session.
Il tentativo di sposare tutti questi generi così diversi e complessi fu portato alle estreme conseguenze nel successivo album Pendulum, edito alla fine del 1970. L'album si ricorda anzitutto per Have You Ever Seen the Rain?, che sarebbe diventato un classico nel repertorio di tantissimi altri artisti posteriori, ma non solo: per la prima volta nella storia del gruppo, infatti, sparì dai loro dischi l'elemento del revival. Così, i dieci pezzi dell'album esaltarono esclusivamente il genio musicale di John Fogerty. L'eclettismo e la varietà di generi (ben rappresentata dal funky di Born to Move, o dal rhythm'n'blues di Chamaleon o dalle pose progressive evidenti in molti altri brani dell'album) si sarebbero rivelati, però, armi a doppio taglio: il successo del pubblico fu assicurato anche per questo sesto titolo dei CCR, ma la critica non gradì.
Il 16 dicembre, i Creedence ricevettero dieci dischi d'oro, per le vendite di cinque singoli editi nel 1970 e dei primi cinque album prodotti dalla formazione; due giorni più tardi, fu la volta di un nuovo disco d'oro, per le vendite di Pendulum. Si trattava del canto del cigno poiché il gruppo era ormai dilaniato da incomprensioni interne. Così, con i CCR in partenza per un tour mondiale (il cui prodotto fu l'album Live in Europe del 1973), Tom Fogerty decise di abbandonare, in cerca di fortuna da solista.

### 1972:Mardi Gras
A quel punto, John Fogerty si convinse che la formazione necessitava di una maggiore equità e democrazia, così decise di attuare i suoi propositi in vista della registrazione del successivo album, Mardi Gras: dei dieci brani che compongono il disco, tre furono scritti e interpretati da ognuno dei componenti superstiti e un decimo sarebbe stato un pezzo di revival (si tratta della reinterpretazione del classico Hello Mary Lou). I buoni propositi, però, si rivelarono fallimentari: l'album fu definito dalla critica come il peggior disco mai prodotto da una major-band americana. I CCR, infatti, specialmente nei brani composti e cantati da Stu Cook e Doug Clifford, sembravano ritornati al sound dei Golliwogs, accantonato anni prima proprio perché troppo fuori mercato e non accattivante. Lo stesso John Fogerty, autore degli ultimi due discreti successi (Someday Never Comes e Sweet Hitch-Hiker), si sarebbe rivelato di lì a poco profondamente prosciugato nella brillantezza e nelle idee. I CCR ricevettero il disco d'oro il 12 giugno 1972, a riprova dell'impatto di mercato comunque discreto di Mardi Gras.

### Scioglimento e postumi

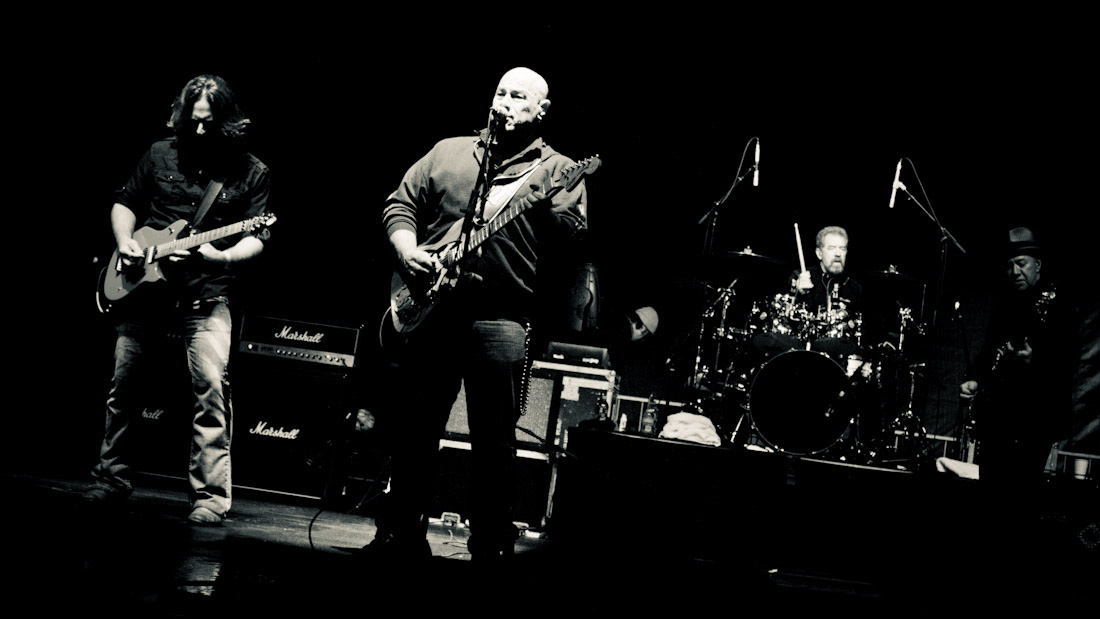
I Creedence Clearwater Revisited, 2011

Il 16 ottobre 1972, con un ambiguo comunicato stampa, i Creedence annunciarono lo scioglimento. La Fantasy Records avrebbe editato molte raccolte a vario titolo, cominciando da una raccolta di loro canzoni, pubblicate col titolo The Golliwogs, prima del 1968. La band si ricompose nel 1980, per la ricorrenza del matrimonio di Tom Fogerty.
Solo John Fogerty, dopo un inizio zoppicante, sfondò come solista. Tom produsse sei album da solista e tre a capo del gruppo Ruby, senza riuscire a collocarsi nella scena musicale; morì il 6 settembre 1990 di AIDS, contratto con una trasfusione di sangue infetto.
Tom Fogerty e Doug Clifford cercarono di sfruttare l'ondata revival: Tom fondò i Creedence Clearwater Revived e Doug (con Stu Cook) creò i Creedence Clearwater Revisited. John Fogerty non vi aderì mai.

## Stile musicale
Nati nell'epoca in cui era esploso il fenomeno hippie, e quando in California si diffondeva, spinta dai Jefferson Airplane e dai Grateful Dead, la tendenza musicale all'acid rock e alla psichedelia, i Creedence Clearwater Revival seppero sottrarsi a questi influssi riprendendo motivi appartenuti al country e rielaborandoli in chiave rock, e divenendo nel 1970 il maggior gruppo americano di rock and roll.
Negli anni e lungo il corso della produzione discografica, la formazione di Fogerty attinse alle tante espressioni sonore che facevano parte del loro retroterra culturale e musicale, talvolta amalgamandole – come nel caso di rockabilly, rhythm and blues e country –, altre volte trattandole nella loro peculiarità stilistica. Con eclettismo, i Creedence Clearwater Revival disseminarono nei loro dischi elementi caratteristici di stili diversi, alternando garage blues, soul blues, folk rock, hard rock, country rock, rock progressivo, funk, acid-rock, blues rock, Delta blues, gospel, rock and roll; inoltre, utilizzarono in più casi spunti tratti, tra gli altri, da Bob Dylan, James Brown, Carl Perkins, Howlin' Wolf, Neil Young.

## Formazione
- John Fogerty - voce, chitarra, sassofono tenore, armonica, tastiere
- Tom Fogerty - chitarra, voce (fino al dicembre 1970)
- Stu Cook - basso, voce
- Douglas "Cosmo" Clifford - batteria, voce

## Discografia

### Album in studio
- 1968 - Creedence Clearwater Revival
- 1969 - Bayou Country
- 1969 - Green River
- 1969 - Willy and the Poor Boys
- 1970 - Cosmo's Factory
- 1970 - Pendulum
- 1972 - Mardi Gras

### Singoli
- 1968 - Porterville/Call It Pretending (Scorpio Records, 412)
- 1968 - Suzie Q. (Fantasy Records, 616)
- 1968 - I Put a Spell on You/Walk on the Water (Fantasy Records, 617)
- 1968 - Proud Mary/Born on the Bayou (Fantasy Records, 619)
- 1969 - Bad Moon Rising/Lodi (Fantasy Records, 622)
- 1969 - Green River/Commotion (Fantasy Records, 625)
- 1969 - Fortunate Son/Down on the Corner (Fantasy Records, 634)
- 1970 - Travelin' Band/Who'll Stop the Rain (Fantasy Records, 637)
- 1970 - Run Through the Jungle/Up Around the Bend (Fantasy Records, 641)
- 1970 - Lookin' Out My Back Door/Long as I Can See the Light (Fantasy Records, 645)
- 1970 - Have You Ever Seen the Rain?/Hey Tonight (Fantasy Records, 655)
- 1971 - Sweet Hitch-Hiker/Door to Door (Fantasy Records, 665)
- 1972 - Someday Never Comes/Tearin' Up the Country (Fantasy Records, 676)
- 1975 - I Heard It Through the Grapevine/Good Golly Miss Molly (Fantasy Records, F-759)
- 1980 - Tombstone Shadow/Commotion (Fantasy Records, 908)

### Album dal vivo
- 1973 - Live in Europe
- 1980 - The Concert
- 2019 - Live at Woodstock
- 2022 - At the Royal Albert Hall

### Raccolte
- 1972 - Creedence Gold
- 1973 - More Creedence Gold
- 1976 - Chronicle, Vol. 1
- 1981 - Creedence Country
- 1985 - At the Movies
- 1986 - Chronicle, Vol. 2
- 1995 - Hot Stuff
- 1998 - Ultimate Collection
- 1999 - Rollin' on the River
- 2001 - Creedence Clearwater Revival: Box Set
- 2003 - Bad Moon Rising: The Best of Creedence Clearwater Revival
- 2005 - CCR Medley
- 2005 - Greatest Hits

Come The Golliwogs
- 1975 - Pre-Creedence
- 2017 - Fight Fire: The Complete Recordings 1964-1967

### Creedence Clearwater Revisited
- 1998 - Recollection

## Intitolazioni
Al gruppo è stato intitolato l'asteroide 19398 Creedence, scoperto il 2 marzo 1998 all'osservatorio astronomico di Sormano.